# Korzennik lekarski
Korzennik lekarski (Pimenta dioica (L.) Merr.) – gatunek drzewa z rodziny mirtowatych. Występuje w tropikalnych rejonach Ameryki Środkowej oraz północnych rejonach Ameryki Południowej. Jego owoce to przyprawa znana pod nazwą ziela angielskiego.

## Nazewnictwo
Linneusz w drugim wydaniu Species Plantarum opisał tę roślinę jako Myrtus Pimenta. Współczesna nazwa rodzajowa -  pimenta pochodzi z hiszpańskiego słowa pimientia oznaczającego pieprz (Krzysztof Kolumb uważał, iż owoce tej rośliny to pieprz).  

## Morfologia
Wiecznie zielone drzewo dorasta 10 m wysokości. Posiada rozłożystą koronę, pień pokryty jest szarą, matowobrązową i przyjemnie pachnącą korowiną. Liście lśniące, skórzaste, jajowatolancetowate z podwiniętymi brzegami, z wierzchu ciemnozielonego koloru. Kwiaty obupłciowe, białe, zebrane w baldachokształtne kwiatostany wyrastające z kątów liści. Owocem drzewa jest kulista, wielkości grochu jagoda. Niedojrzałe owoce są w kolorze zielonym, po jego dojrzeniu nabierają barwy szkarłatnej. Suszone jagody przybierają kolor żółtobrązowy. Suszone owoce zawierają m.in. olejek eteryczny nadający nasionom palący, korzenny smak.

## Zastosowanie
Roślina przyprawowa. Jest jedną z podstawowych przypraw na Karaibach i ważnym towarem eksportowym tego rejonu. Owoce korzennika lekarskiego występują w handlu pod nazwą ziela angielskiego, pimentu, pieprzu karaibskiego, pieprzu angielskiego.